# Gmina Zakrzewo (Powiat Złotowski)
Die Gmina Zakrzewo ist eine Landgemeinde im Powiat Złotowski (Flatower Kreis) der polnischen Woiwodschaft Großpolen. Ihr Sitz ist das gleichnamige Dorf (deutsch Zakrzewo) mit etwa 1940 Einwohnern.

## Geographie

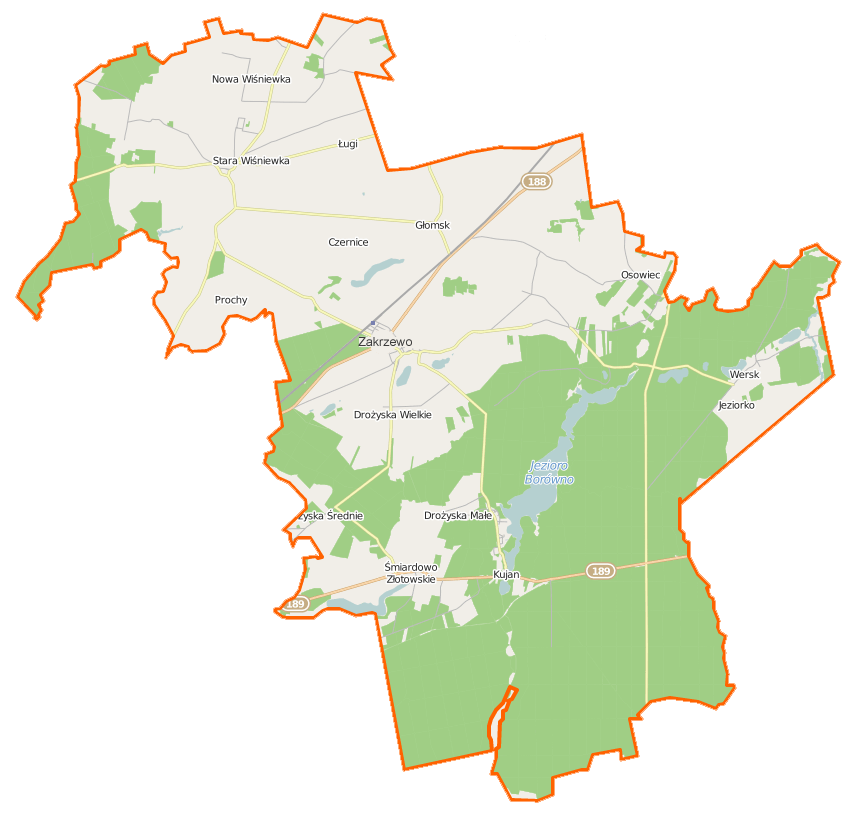
Karte der Gemeinde

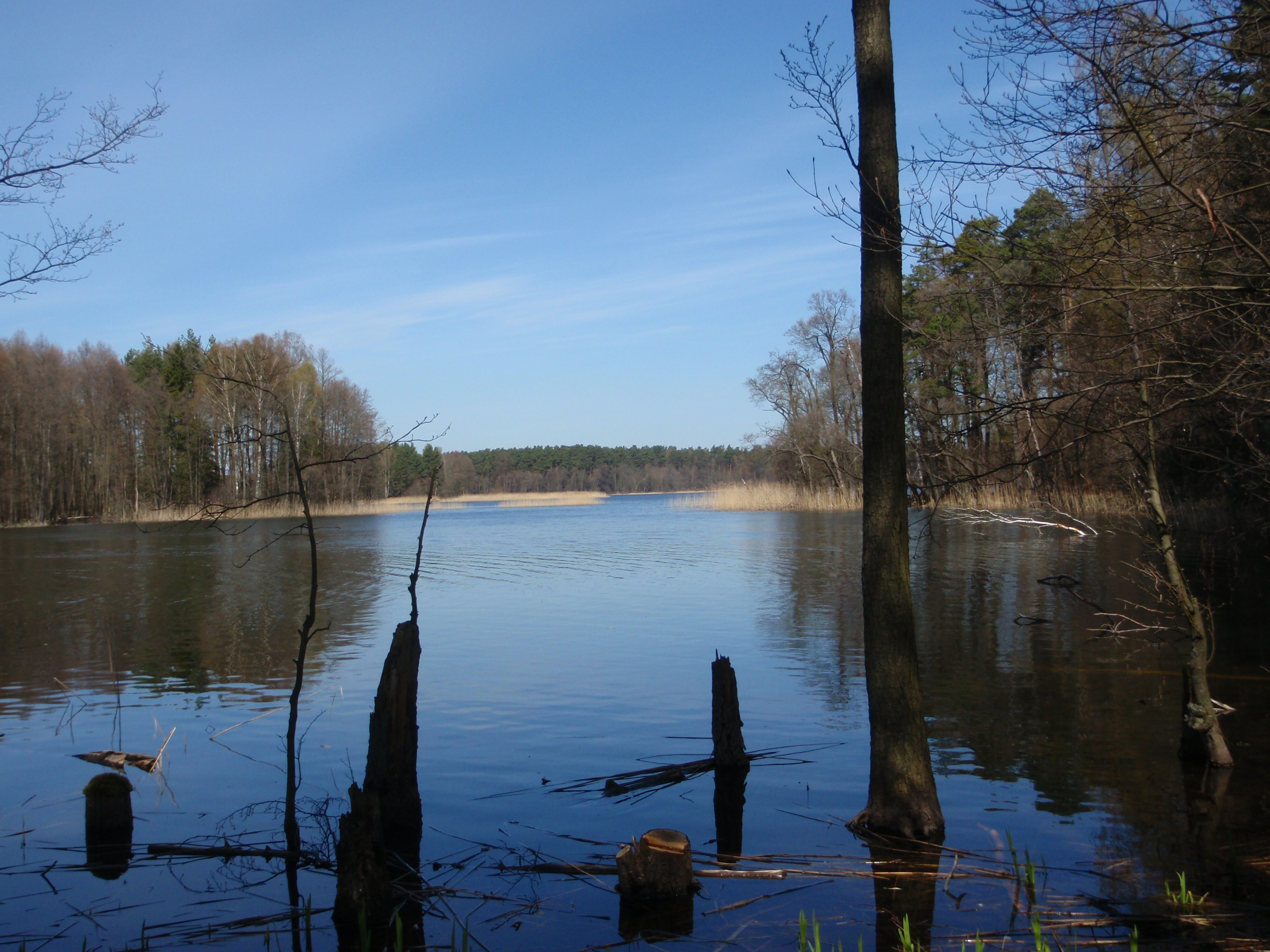
Borowno-See

Die Gemeinde liegt im ehemaligen Westpreußen. Die Stadt Posen liegt etwa 120 Kilometer südlich, Bydgoszcz (Bromberg) etwa 50 Kilometer südöstlich und die Kreisstadt Złotów (Flatow) drei Kilometer westlich. Nachbargemeinden sind die Gemeinden Lipka (Linde) im Norden, Więcbork (Vandsburg) im Nordosten sowie Złotów im Südosten, Süden und Westen.
Zu den Fließgewässern gehört die Głomia (Glumia), ein Nebenfluss der Gwda (Küddow). Auf dem Gemeindegebiet gibt es eine Reihe von Seen, darunter der 2,1 km² große Borówno.
Die Gemeinde hat eine Fläche von 162,5 km², von der 46 Prozent land- und 46 Prozent forstwirtschaftlich genutzt werden.

## Geschichte
Entlang der östlichen Grenze des Gemeindegebiets verlief von 1920 bis 1939 die Grenze zwischen dem Deutschen Reich und der Zweiten Polnische Republik, der sogenannte „Polnische Korridor“. Der deutsche Bevölkerungsanteil wurde nach dem Zweiten Weltkrieg vertrieben.
Das heutige Gemeindegebiet gehörte von 1945 bis 1975 zur Woiwodschaft Posen mit unterschiedlichem Zuschnitt. Die Landgemeinde Zakrzewo wurde 1945 gebildet, 1954 aufgelöst und in Gromadas umgewandelt. Sie wurde zum 1. Januar 1973 wiederhergestellt. Von 1975 bis 1998 gehörte die Gemeinde zur Woiwodschaft Piła. Der Powiat wurde in dieser Zeit aufgelöst. Diese gehört seit 1999 zur Woiwodschaft Großpolen und zum wieder eingerichteten Powiat Złotowski.

## Gliederung
Zur Landgemeinde (gmina wiejska) Zakrzewo mit 4880 Einwohnern (Stand 31. Dezember 2020) gehören 14 Dörfer (Einwohnerzahlen 2019, deutsche Namen, amtlich bis 1945) mit Schulzenämtern (sołectwa):
- Czernice, 365 (Königsdorf)
- Drożyska Małe, 27 (Klein Friedrichsberg)
- Drożyska Średnie, 54 (Mittel Friedrichsberg)
- Drożyska Wielkie, 437 (Groß Friedrichsberg)
- Głomsk, 487 (Glumen)
- Kujan, 332 (Kujan)
- Ługi, 122 (Karlsdorf)
- Nowa Wiśniewka, 115 (Kirschdorf)
- Osowiec, 84 (Kolonie Aspenau)
- Prochy, 117 (Prochy)
- Stara Wiśniewka, 541 (Lugetal)
- Śmiardowo Złotowskie, 288 (Schmirdau)
- Wersk, 216 (Seedorf)
- Zakrzewo, 1938 (Zakrzewo, 1935–45 Buschdorf)

Folgende ehemalige Orte sind heute Ortsteile, die zu den Dörfern mit Schulzenamt gehören: Dubielno (zu Nowa Wiśniewka), Dzierząźno (Gresonse, zu Stara Wiśniewka), Karolewo (zu Drożyska Wielkie), Kujanki (Klein Kujan, zu Kujan), Łączyn (Marienhain, zu Drożyska Wielkie), Nowe Zakrzewo (Neu Buschdorf, zu Zakrzewo), Nowy Głomsk (Neu Glumen, zu Głomsk), Poborcze (Birkental, zu Głomsk) und Wierzchołek (Werk F, zu Kujan).

## Verkehr
Die Woiwodschaftsstraße DW188 führt von Piła (Schneidemühl) über die Kreisstadt Złotów (Flatow) nach Człuchów (Schlochau) im Nordosten. Die DW189 bedient den Südteil der Gemeinde mit den Orten Śmiardowo Złotowskie (Schmirdau) und Kujan. Sie führt über die Kreisstadt nach Jastrowie (Jastrow) im Westen und in die Nachbarstadt Więcbork (Vandsburg) im Osten.
An der PKP-Strecke 426 von Piła (Schneidemühl) nach Tczew (Dirschau) besteht im Hauptort der Gemeinde der Haltepunkt Zakrzewo Złotowskie – der ehemalige Bahnhof Zakrzewo (1929–1945 Buschdorf (Kr. Flatow)) an der „Preußischen Ostbahn“, die Berlin mit Königsberg (Preußen) verband, aber heute ihre einstige Bedeutung verloren hat.
Der nächste internationale Flughafen ist Bydgoszcz.

## Persönlichkeiten
- Witold Nowacki (1911–1986), polnischer Hochschullehrer in Danzig und Warschau; geboren in Zakrzewo
- Bolesław Domański (1872–1939), seit 1903 katholischer Pfarrer in Zakrzewo; 1931–1939 Führer des Bundes der Polen in Deutschland (polnisch Związek Polaków w Niemczech)
- Konrad Herrmann (1929–2017), polnischer Theologe und Seelsorger; geboren in Gresonse.